# Linea delle Giudicarie
La linea delle Giudicarie è un'importante zona di faglia delle Alpi; prende il nome dall'area delle valli Giudicarie in cui è stata individuata. È uno dei segmenti che compongono la Linea insubrica.

## Descrizione
Si sviluppa verso sud-ovest da Merano, proseguendo per la parte inferiore della Val di Sole, lungo la Val Rendena (alta valle del Sarca) e quindi lungo la valle del Chiese fino al lago d'Idro.
Il piano di faglia con immersione nord-ovest funziona sia come faglia trasforme destra che come faglia inversa.
La parte settentrionale della faglia fa parte della Linea Insubrica che separa le Alpi meridionali dalle falde dell'austroalpino e corre da ovest a est lungo la catena alpina; il ramo del lineamento periadriatico ad ovest della Val di Sole superiore, viene chiamato "Linea del Tonale".
La linea delle Giudicarie ha orientamento NE-SW, quindi disloca il lineamento periadriatico di circa 100 km.
La zona di faglia contiene miloniti terziarie, dimostrando che era una zona di deformazione duttile in quel periodo. Queste miloniti sono state successivamente sovraimprontate da una deformazione fragile ancora attiva.